# Eichhorn (efternavn)
Eichhorn er efternavnet for følgende personer:

## A
- Adelheid Eichhorn (født 1947) – tysk kunstner
- Albert Eichhorn (1811–1851) – tysk kunstmaler
- Albert Eichhorn (1856–1926) – tysk evangelisk-luthersk teolog
- Alfred Eichhorn (født 1944) – tysk radiojournalist
- Ambrosius Eichhorn (1758–1820) – tysk benediktiner og historiker
- August Eichhorn (1899–1980) – tysk professor i violoncello
- August Eichhorn – tysk etnolog og leder af den oceaniske afdeling i Staatliche Museum für Völkerkunde i Berlin

## B
- Benedikt Eichhorn (født 1962) – tysk sangerinde og pianist
- Bernhard Eichhorn (1904–1980) – tysk komponist
- Bert Eichhorn (født 1956) – tysk jurist og lærer

## C
- Carl Eichhorn (1810–1890) – luthersk præst i Baden og i Hessen
- Christian Friedrich Eichhorn (1804–1836) – tysk matematiker
- Christoffer Eichhorn (1837-1889) – svensk biblioteksmand
- Christoph Eichhorn (født 1957) – tysk film- og fjernsysnregissør

## D
- Diana Eichhorn (født ?) – tysk studievært og skuespillerinde

## E
- Emil Eichhorn (1863–1925) – tysk politiker (USPD, KPD) og politipræsident i Berlin

## F
- Floriane Eichhorn (født 1981) – tysk skuespillerinde
- Fritz Eichhorn (1870–1939) – tysk forstkandidat
- Fritzi Eichhorn (født 1981) – tysk skuespillerinde

## G
- Gerda Eichhorn (født 1945) – tysk-dansk politiker i Slesvig-Holsten (SSW)
- Gustav Eichhorn (1862–1929) – tysk arkæolog
- Gustav Eichhorn (1867–1954) – tysk fysiker og radiopionér i Schweiz

## H
- Hans Eichhorn (1956-2020) – østrigsk forfatter
- Herbert Eichhorn (1921-2000) – tysk politiker (DBD)
- Hermann von Eichhorn (1848–1918) – tysk generalfeltmarskal
- Hilmar Eichhorn (født 1954) – tysk skuespiller

## J
- Jan Eichhorn (født 1981) – tysk skiløber
- Joachim Eichhorn (1518–1569) – schweizisk benediktiner og fyrstabbed af Einsiedeln
- Joanna Eichhorn (født 1992) – tysk skuespillerinde
- Johann Gottfried Eichhorn (1752-1827) – tysk teolog
- Johann Albrecht Friedrich von Eichhorn (1779-1856) – tysk embedsmand
- Julia Eichhorn (født 1983) – tysk pilot

## K
- Karl Friedrich Eichhorn (1781–1854) – tysk retshistoriker
- Karl Friedrich Hermann von Eichhorn (1813–1892) – tysk embedsmand
- Karoline Eichhorn (født 1965) – tysk skuespillerinde
- Klaus Eichhorn (født 1949) – tysk organist
- Klaus Werner Eichhorn (1938–1994) – tysk agronom
- Kurt Peter Eichhorn (1908–1994) – tysk dirigent

## L
- Lisa Eichhorn (født 1952) – amerikansk skuespillerinde
- Ludwig Eichhorn (1924–2006) – tysk politiker (SPD)

## M
- Manfred Eichhorn (født 1951) – tysk forfatter
- Maria Eichhorn (født 1962) – tysk kunstner
- Maria Eichhorn (født 1948) – tysk politiker (CSU)
- Maria Eichhorn (1879–1908) – tysk forfatter med pseudonymet Dolorosa

## P
- Peter Eichhorn (født 1939) – tysk landmand

## R
- Rudolf Eichhorn (født 1921) – tysk politiker (CDU)
- Rudolf Franz Eichhorn (1853–1925) – østrigsk præst og socialreformator

## W
- Werner Eichhorn (1899-1990) – tysk sinolog
- Werner Eichhorn (1922-2005) – tysk skuespiller
- Werner Eichhorn – tysk forfatter
- Willi Eichhorn (1908–1994) – tysk roer
- Wolfgang Eichhorn (født 1933) – tysk matematiker og virksomhedsøkonom
- Wolfgang Eichhorn (født 1930) – tysk filosof og samfundsforsker